# Ліжко для брата і сестри 1782
«Постіль для брата і сестри, 1782» (швед. Syskonbädd 1782) — фільм шведського режисера Вільгота Шема, поставлений за п'єсою Джона Форда «Як шкода її розпусниця назвати»

## Зміст
Дія фільму відбувається в Швеції XVIII століття. Молодий дворянин Якоб повертається додому з Франції. Він вступає в кровозмісний зв'язок зі своєю сестрою Шарлоттою, яка збирається вийти заміж. Шарлотта виявляє, що вагітна від брата, і просить його втекти з будинку разом з нею. Однак Якоб не хоче змінювати звичний спосіб життя. Крім того, йому відомо, що діти від подібного зв'язку народжуються не цілком здоровими. Тому після роздумів він вирішує відмовити сестрі, залишивши її наодинці з проблемами.

## Ролі
| Актор              | Роль       |
| ------------------ | ---------- |
| Бібі Андерссон     | Шарлотта   |
| Пер Оскарссон      | Якоб       |
| Гуннар Бьернстранд | граф Шварц |
| Ярл Кюллі          | барон Карл |

## Знімальна група
- Режисер — Вільгот Шеман
- Сценарист — Вільгот Шеман, Джон Форд
- Продюсер — Горан Ліндгрен
- Композитор — Ульф Бьерлін